# Всадник из льда
«Вса́дник из льда» — ремиксовый альбом-сборник пауэр-метал-группы Эпидемия, выпущенный 24 декабря 2011 года.

## Информация о релизе
Релиз назван по одноимённой композиции «Всадник из льда», выпущенной ранее в альбоме «Эльфийская рукопись». Альбом содержит заново аранжированные и записанные баллады всего творческого периода группы. Это первые студийные записи с участием вокалиста Евгения Егорова в составе Эпидемии (ранее Е. Егоров сотрудничал с группой в «Эльфийской рукописи: Сказание на все времена»).
А также в альбом вошло два бонус-трека под авторством экс-гитариста Романа Захарова, которые он сочинил, будучи ещё гитаристом группы. Одной из этих песен является ранее неопубликованная композиция «Песня снегов».

## История
1 сентября 2011 года Эпидемия объявила о готовящемся альбоме «Всадник из льда».
С сентября по ноябрь 2011 года происходила запись альбома. В декабре альбом был сведён на студиях «TakeAway Studio» и «City Studios» (Кипр).
20 декабря превью альбома было выложено для прослушивания на сайте «Нашего радио».
24 декабря диск поступил в продажу., а 25 декабря состоялась презентация альбома в московском клубе «Milk Moscow».
С 21 марта 2022 года доступны караоке-минусовки — все инструментальные версии альбома как MP3 на сайте группы.

## Список композиций
Слова и музыка песен 1-11 — Юрий Мелисов (кроме музыки 7 — Мелисов/Иванов), 12-13 — Роман Захаров.
| №   | Название                | Альбом                                              | Длительность |
| --- | ----------------------- | --------------------------------------------------- | ------------ |
| 1.  | «Тень любви»            | 1998 — Воля к жизни                                 | 4:09         |
| 2.  | «Н.А.С.Т.Я.»            | 1999 — На краю времени                              | 7:00         |
| 3.  | «Страна забвения»       | 2010 — Дорога домой                                 | 3:55         |
| 4.  | «Вернись»               | 1995 — Феникс                                       | 5:14         |
| 5.  | «Всадник из льда»       | 2004 — Эльфийская рукопись                          | 5:10         |
| 6.  | «Романс о слезе»        | 2004 — Эльфийская рукопись                          | 6:19         |
| 7.  | «Океан пустоты»         | 2007 — Эльфийская рукопись: Сказание на все времена | 5:12         |
| 8.  | «Я молился на тебя»     | 2001 — Загадка волшебной страны                     | 4:37         |
| 9.  | «Charmed by Eyelashes»  | 1995 — Феникс                                       | 4:10         |
| 10. | «Реквием»               | 2007 — Эльфийская рукопись: Сказание на все времена | 5:06         |
| 11. | «Прощай, мой дом»       | 1999 — На краю времени                              | 4:20         |
| 12. | «Фея моих снов» (бонус) | 2001 — Загадка волшебной страны                     | 5:55         |
| 13. | «Песня снегов» (бонус)  | новая                                               | 3:58         |

## Участники записи

### ГруппаЭпидемия
| Юрий    | Мелисов   | — гитара                 |
| Дмитрий | Кривенков | — ударные                |
| Илья    | Мамонтов  | — бас-гитара, гитара     |
| Дмитрий | Иванов    | — клавишные, аранжировка |
| Евгений | Егоров    | — вокал                  |
| Дмитрий | Процко    | — гитара                 |

### Приглашённые музыканты
| Иван      | Изотов   | (экс-«Эпидемия»)                 | — бас-гитара  | — 3. «Страна забвения», 4. «Вернись», 7. «Океан пустоты», 9. «Charmed by Eyelashes» |
| Роман     | Захаров  | (экс-«Эпидемия», «Lady Prowler») | — гитара      | — 13. «Песня снегов»                                                                |
| Александр | Андрюхин | (экс-«Арда»)                     | — аранжировка |                                                                                     |
| Ольга     | Годунова |                                  | — вокал       | — 6. «Романс о слезе», 13. «Песня снегов»                                           |
| Сергей    | Родюков  |                                  | — флейта      |                                                                                     |
| Алексей   | Алексеев |                                  | — скрипка     |                                                                                     |

### Дополнительная информация
- Запись — студия «Dreamport», звукорежиссёр Дмитрий Калинин
- Запись хора — студия «Чёрный Обелиск», звукорежиссёр Дмитрий Борисенков (Чёрный Обелиск)
- Сведение, мастеринг — студия «TakeAway Studio» и «City Studios» (Кипр), звукорежиссёр Вячеслав Селин
- Художник — Ирина Дроздова
- Оформление и дизайн буклета — Мария Григорьева
- Фотограф — Надежда Мелисова